# 蜂屋邦夫
蜂屋 邦夫（はちや くにお、1938年11月17日 - ）は、中国思想史の研究者。文学博士（東京大学・論文博士・1993年）。東京大学名誉教授。老荘思想、道教が専門。

## 経歴
1938年、東京生まれ。東京大学教養学部教養学科アメリカ分科で学び、1963年に卒業。同大学院人文科学研究科比較文学比較文化専門課程に進み、1968年に博士課程を単位取得満期退学。
退学した同年、東京大学東洋文化研究所助手に採用。1974年に助教授、1987年に教授昇格。1993年、文学博士号を取得した。1999年に東京大学を定年退官し、名誉教授となった。その後は大東文化大学外国語学部教授として教鞭をとり、2009年に退職した。

## 著作

### 著書
- 『中国の思惟』法蔵館 1985
  - 改題文庫化『中国的思考』 講談社学術文庫 2001
- 『老荘を読む』講談社現代新書 1987
- 『金代道教の研究 王重陽と馬丹陽』汲古書院 1992
- 『中国の不思議な物語 夢と幻想・寓意譚』同文書院 1993
- 『中国思想とは何だろうか』河出書房新社 1996
  - オンデマンド版 2006
- 『孔子 中国の知的源流』講談社現代新書 1997
- 『金元時代の道教 七眞研究』汲古書院 1998
- 『荘子=超俗の境へ』講談社選書メチエ 2002
- 『老子（訳註）』岩波文庫 2008
  - ワイド版 2012
- 『老子探究』岩波書店 2021
- 『中国の水の物語 神話と歴史』法藏館 2022
- 『中国の水の思想』法藏館 2022

### 編著・共編著
- 『儀礼士昏疏』（編）汲古書院 1986
- 『中国道教の現状 道士・道協・道観』（編）東京大学東洋文化研究所 1990
- 『中国の道教 その活動と道観の現状』（編著）汲古書院 1995
- 『中国の言語文化 魯迅と荘子』 丸尾常喜共著 放送大学教育振興会 2002[3]
- 『図解雑学 老子』ナツメ社 2006
- 『老子 あるがままに生きる』100分de名著 NHK出版[4] 2013

### その他
- ミツカン水の文化センター「里川文化塾」動画「龍と亀　日本の治水術と中国の治水史」(全10回)Youtube